# 普拉森西亚德哈隆
普拉森西亚德哈隆（西班牙語：Plasencia de Jalón），是西班牙阿拉贡自治区萨拉戈萨省的一个市镇。 总面积35平方公里，总人口370人（2001年），人口密度11人/平方公里。